# 齊前莊公
齊莊公（？—前731年），姜姓，名購，齊成公之子。為與後來的齊莊公 (光)分別，又稱齊前莊公。
齊前莊公繼位時，內廷動盪不安，兩度遷都（薄姑、临淄），齊國元氣大傷，直到齊前莊公時期，齊國開始休養生息，不安的局面才得以改觀。

## 子女
- 子：得臣
- 子：齊僖公
- 子：夷仲年，齊釐公同母弟。
- 子：公子廖
- 女：莊姜

## 評價
鄭桓公曾向史伯詢問姜姓和嬴姓諸侯中哪個國家會強盛，史伯回答說：「國土廣大而且國君有德行的國家差不多都能強盛，秦仲和齊莊公，是姜姓、嬴姓中的俊傑，又是大國，恐怕他們該強盛吧？」鄭桓公十分贊同史伯的回答。